# Abric de les Besses
L'Abric de les Besses és un jaciment arqueològic d'època paleolítica, al terme municipal de Cervià de les Garrigues, , inclòs a l'Inventari del Patrimoni Arqueològic i Paleontològic de Catalunya.
L'abric és en una terrassa fluvial amb cultiu d'oliveres i ametllers, en una vall, travessada d'est a oest pel riu Set. Aquest abric va ser descobert l'any 2003 durant l'única intervenció que hi ha hagut arrel un encàrrec de l'empresa de Regs de Catalunya en el moment de fer el canal que neix a l'embassament de Rialb, entre els jaciments trobats, es va trobar aquest abric, degut això es troba en molt bon estat de conservació.
És un abric de petites dimensions, segurament utilitzat com a espai d'hàbitat, segons la seva situació i forma. Van aparèixer abundant restes de material lític, però molt dispers. Molt a prop es va localitzar un nucli de sílex i 3 ascles, del mateix material. Ja d'època moderna i contemporània aparegueren ceràmiques.